# شورای ملی روابط آمریکایی و عربی
شورای ملی روابط آمریکایی-عربی (به انگلیسی: National Council on U.S. Arab Relations) یا (NCUSAR) یک سازمان غیرانتفاعی آمریکایی است که هدف آن بهبود دانش و درک آمریکایی‌ها از جهان عرب است.

## زمینه
شورای ملی روابط آمریکایی-عربی که در سال ۱۹۸۳ تأسیس شد، یک سازمان غیرانتفاعی است که با دانشجویان، سیاست گذاران و مردم برای افزایش دانش و درک جهان عرب همکاری می‌کند. این سازمان برنامه‌های متعددی مانند اتحادیه عرب مدل را هماهنگ می‌کند که به دانش‌آموزان دبیرستانی و دانشگاهی این فرصت را می‌دهد تا در امور جاری خاورمیانه شرکت کنند و در سخنرانی عمومی و ایجاد ائتلاف مهارت کسب کنند.
این شورا در واشینگتن، دی.سی. واقع شده‌است، جایی که برای تشکیل سمینارهای منظم با متخصصان در زمینه عربی آمریکایی کار می‌کند. روابط این سمینارها که برای عموم آزاد است، مسائل مربوط به سیاست، اقتصاد و کمک‌های بشردوستانه، مانند سیاست ایالات متحده در یمن و روابط دیپلماتیک ایالات متحده و عربستان سعودی را پوشش می‌دهند.